# 英語方言列表
英語的方言（Dialect），是因發音（Pronunciation）、詞彙（Vocabulary）、拼寫（Spelling）與語法（Grammar）不同，而產生差異的語言變體。方言與口音（accent）不同，口音純粹是發音方式的差異。關於英語的口音差異，請參見英語地域口音。

## 概論
在此方言定義為「語言內部的子形式，一般來說，彼此之間能夠互通（mutually comprehensible） 不同國家、地區的英語使用者各有其口音（亦即發音體系）、詞彙與語法結構；根據以上要素，可以分出眾多不同的方言。方言可以分為多個級別，大方言中可以包含多個小方言，以此類推。在沒有任何事先接觸的情況下，發音差異和在地詞彙之不同，可以使某些方言幾乎無法使外人聽懂。
在語言學上，英語主要的母語方言通常分為三大類：不列顛群島方言、北美方言、澳大拉西亞方言 。方言不僅與地點相關，還可以連結到特定的社會族群。英語系國家內各有其認定的標準英語，不同國家的標準英語亦不相同，各自可被視為方言。標準英語通常指向教育程度更高的社會階層以及更正式的語域（Register）。
除了紐澳加愛等英語系國家，其他國家多受英國英語及美國英語影響，前者在曾為大英帝國殖民地的國家地區較受重視，後者則對諸多英語非母語的國家地區發揮影響。許多國家在受到英美影響時，也發展出自己的方言，例如印度英語與菲律賓英語等。
在其他英語系國家的母語方言中，最主要的是加拿大英語和澳洲英語，它們的母語人數分別排名第三、第四。加拿大英語在形式上雖多有與英國相同之處，但詞彙、發音與句法（syntax）卻往往與美國互通，因此產生北美英語此一變體 。同樣的，澳洲英語與英美各有許多相同用法，但它有很多特有的特徵，比加拿大英語保留更高獨特性。南非英語、紐西蘭英語與愛爾蘭英語也各具特色，此三種方言的母語人數依序位居第五、六、七名。

## 歐洲英語方言

### 不列顛群島（British Isles）
- 英國英語（British English）

#### 英格蘭（England）
- 標準英語，又稱皇室英語（The Queen's English）、公認發音（Received Pronunciation，RP）、牛津英語或BBC英語
- 北英格蘭英語（英语：English language in England）（Northern）
  - 博爾頓方言（英语：A Grammar of the Dialect of the Bolton Area）（Bolton）
  - 柴郡方言（英语：Cheshire dialect）（Cheshire）
  - 坎伯蘭方言（英语：Cumbrian dialect）（Cumbrian，包含巴羅方言（英语：Barrovian）
  - 喬迪（Geordie，用於泰恩賽德）
  - 哈特爾浦方言（Hartlepudlian）
  - 蘭開夏方言（英语：Lancashire dialect）（Lancastrian）
  - 馬克姆話（Mackem，用於桑德蘭）
  - 曼徹斯特方言（英语：Manchester dialect）（Mancunian）
  - 諾森伯蘭方言（英语：English of Northumbria）（Northumbrian，用於諾森伯蘭及北達拉謨）
  - 礦工話（Pitmatic，用於諾森伯蘭及達拉謨）
  - 斯高斯（Scouse，用於默西賽德及利物浦）
  - 提塞德方言（Smoggie）
  - 約克郡方言（Yorkshire）
- 東米德蘭英語（英语：East Midlands English）（East Midlands）
  - 林肯夏方言（英语：East Midlands English#Lincolnshire and East Lincolnshire）（Lincolnshire）
- 西米德蘭英語（英语：West Midlands English）（West Midlands）
  - 黑鄉方言（Black Country dialect）
  - 伯明罕方言（英语：Brummie dialect）（Brummie）
  - 陶瓷方言（英语：Potteries dialect）（Potteries，用於斯塔福德郡北部地區）
  - 考文垂方言（英语：Coventry#Accent）（Coventry）
- 東盎格利亞英語（East Angle）
  - 諾福克方言（英语：Norfolk dialect）（Norfolk）
  - 薩福克方言（英语：Suffolk dialect）（Suffolk）
- 南英格蘭英語（英语：English language in southern England）（Southern）
  - 考克尼（Cockney，倫敦周遭工人階級英语）
  - 艾塞克斯方言（Essaxon）
  - 河口英語（Estuary，倫敦周圍各郡及漢普夏中產階級英語）
  - 肯特方言（英语：Kentish dialect）（Kentish）
  - 多文化倫敦英語（英语：Multicultural London English）（Multicultural London）
  - 薩里英語（英语：Surrey dialect）（Surrey）
  - 索塞克斯方言（Sussex）
- 西南部英語（West Country）
  - 盎格魯康瓦爾語（Anglo-Cornish，不同於凱爾特語族的康瓦爾語）
  - 布里斯托方言（英语：Culture of Bristol#Dialect）（Bristolian）
  - 多塞特方言（英语：Dorset dialect）（Dorset）
  - 普利茅斯方言（Janner）

#### 蘇格蘭（Scotland）
- 蘇格蘭英語（Scottish English）
  - 格拉斯哥方言（Glascow dialect）
  - 高地英語（Highland English）
- 低地蘇格蘭語（可指一種古代英語方言，或一種不同於蘇格蘭英語的日耳曼語族語言）
  - 島嶼蘇格蘭語（英语：Insular Scots）（Insular English）
  - 北部蘇格蘭語（英语：Northern Scots）（Northern English）
  - 中部蘇格蘭語（英语：Central Scots）（Central English）
  - 南部蘇格蘭語（英语：Southern Scots）（Southern English）

#### 威爾斯（Wales）
- 威爾斯英語（Welsh English）
  - 阿伯克拉夫英語（英语：Abercraf English）（Abercraf）
  - 卡地夫英語（英语：Cardiff English）（Cardiff）
  - 高爾方言（英语：Gower dialect）（Gower）
  - 塔爾伯特港英語（英语：Port Talbot English）（Port Talbot）

#### 曼島（Man Island）
- 曼島英語（英语：Manx English）

#### 海峽群島（Channel Islands）
- 海峽群島英語（英语：Channel Island English）

#### 直布羅陀（Gibraltar）
- 直布羅陀英語（英语：Gibraltarian English）

### 愛爾蘭（Ireland）
- 阿爾斯特英語（英语：Ulster English）（Ulster）
  - 貝爾法斯特方言
  - 德里方言
  - 南阿爾斯特方言
  - 阿爾斯特蘇格蘭語（Ulster Scots dialects）
  - 西多尼戈爾方言
- 倫斯特英語（Leinster）
  - 都柏林方言（Dublin）
  - D4（英语：Dublin 4#Accent）
  - 鄧多克方言
  - 韋克斯福德鎮方言
- 西南愛爾蘭英語（英语：South-West Irish English）（South-West）
  - 康諾特省
    - 高威方言
    - 梅奧方言
    - 斯萊戈方言

  - 芒斯特省
    - 科克方言
    - 凱里方言
    - 蒂珀雷里方言
    - 利默里克方言
- 已滅絕
  - 約拉語（Yola，昔日用於韋克斯福德郡部分地區）[4][5]
  - 芬戈方言（Fingallian）[4]

### 歐洲大陸（European Contenential）
- 馬爾他（Malta）
  - 馬爾他英語（英语：Maltenglish）（Maltese English）
- 荷蘭（Netherlands）
  - 荷蘭英語（英语：English in the Netherlands）（Dutch English）
- 德國（Germany）
  - 德意志英語（英语：English in Germany）（German English）

### 北歐（Nordic）
- 瑞典（Sweden）
  - 瑞典英語（英语：English in Sweden）
- 挪威（Norway）
  - 挪威英語
- 芬蘭（Finland）
  - 芬蘭英語（英语：Languages of Finland#English）（不同於芬蘭式英語「Finglish」）
- 丹麥（Denmark）
  - 丹麥英語（英语：Minority languages of Denmark#English）
  - 格陵蘭英語（英语：Languages of Greenland）

## 北美洲英語方言

### 美國（United States）
美國英語（American English, AmE）
地域性（Regional and local American English）
- 北部英語（Northern American English）
  - 東北部英語（Northeastern American English）
    - 新英格蘭英語（New England English，參見新英格蘭）
      - 東北（NENE）/ 東新英格蘭英語（英语：Eastern New England English）：以波士頓英語（英语：Boston English）（Boston）與緬因英語（英语：Maine accent）（Maine English）為代表。
      - 東南（SENE）/ 羅得島英語（英语：Eastern New England English#Southeastern New England）（Rhode Island English）
      - 西南（SWNE）/ 西新英格蘭英語（英语：Western New England English）（Western New England）: 用於康乃狄格、哈德遜河谷、西麻薩諸塞與佛蒙特。
      - 西北（NWNE）/ 參見佛蒙特英語（英语：Vermont English）。

  - 賓州東北英語（Northeast Pennsylvania English）
  - 大湖區英語（Inland Northern American English）: 用於芝加哥、克利夫蘭、底特律、密爾瓦基、紐約上州（Upstate New York，特別是西紐約州）、密西根下半島（Lower Peninsula of Michigan），以及大部分大湖區。
  - 中北部（上中西部）英語（英语：Upper Midwest American English）（North-Central/Upper Midwestern English）：用於密西根上半島（Upper Peninsula of Michigan）、賓州西北、北達科他大部分、南達科他北部、明尼蘇達北部及威斯康辛北部邊界等地，可能還包含愛荷華北部。
    - 密西根上半島方言（Yooper dialect）：此區一半以上居民是芬裔美國人，加上加拿大英語的影響，使得發音特異。
- 匹茲堡英語（Western Pennsylvania/Pittsburgh English，用於賓州西部）
- 東南諸區英語（Southeast Super-Regional English）
  - 中大西洋英語/德拉瓦河谷英語（Mid-Atlantic/Delaware Valley English）
    - 巴爾的摩英語（Baltimore English）
    - 費城英語（Philadelphia English）
    - 紐約市英語（英语：New York City English）（Metropolitan New York English）
    - 紐澤西英語（英语：New Jersey English dialects）（New Jersey English）

  - 中部英語（Midland American English）
    - 北中部英語（North Midland English）：內布拉斯加經愛荷華至俄亥俄的長條地帶
    - 南中部英語（South Midland English）：奧克拉荷馬經堪薩斯、密蘇里、印第安納至賓夕法尼亞的長條地帶
      - 聖路易口音（St. Louis Accent）

  - 南部英語
    - 老南方英語（英语：Older Southern American English）
    - 南方阿帕拉契英語（英语：Appalachian English）（Southern Appalachian English）
    - 奧札克英語（Ozark English）
    - 德州英語（Texan English）
    - 上狄克西方言（Upper Dixie）: 納許維爾口音。

  - 南部沿海方言（Tidewater accent）
    - 高潮英語（英语：High Tider）（"Hoi Toider" English）：乞沙比克灣傳統方言，以哈克島（英语：Harkers Island, North Carolina）方言與奧克拉寇克（英语：Ocracoke, North Carolina）方言為代表。

  - 紐奧良英語（New Orleans English）
- 美國西部英語（Western American English）
  - 太平洋西北地區英語（Pacific Northwest English）
  - 加州英语（California English）

文化與族群性（Cultural and ethnic American English）
- 美國原住民英語（Native American English）
- 非裔美國人英語（African American English）：俗稱「黑人英語」（"Ebonics"）。
  - 非裔美國人白話英語（African-American Vernacular English）
- 卡郡白話英語（英语：Cajun English）（Cajun Vernacular English）：主要使用者為路易斯安那州南部的卡郡人。
- 通用美式英語（General American，GA/GenAm）：美國英語的「主流」。
- 拉丁裔英語（Latino/Hispanic Vernacular Englishes）
  - 奇卡諾英語（Chicano English，用於墨西哥裔美國人）
  - 邁阿密英語（英语：Miami accent）（Miami English）
  - 紐約拉丁裔英語（New York Latino English）
- 賓夕法尼亞德語區英語（Pennsylvania Dutch English）
- 猶太英語 （Yeshiva English）

滅絕或瀕危
- 布恩特林方言（Boontling）
- 舊南方英語（英语：Older Southern American English）
- 中大西洋口音（英语：Mid-Atlantic accent）

相關之皮欽語或克里奧爾語
- 盎格魯－羅姆語（Angloromani）
- 古拉語（Gullah）
- 夏威夷英語（夏威夷皮欽語，Hawaiian Pidgin）
- 西班牙英語（Spanglish）

### 加拿大（Canada）
加拿大英語（Canadian English）
- 加拿大原住民英語（Canadian Aboriginal English）
- 大西洋加拿大英語（Atlantic Canadian English）
  - 布雷頓角口音（Cape Breton accent）
  - 盧嫩堡英語（Lunenburg English）
  - 紐芬蘭英語（Newfoundland English）
- 標準加拿大英語（Standard Canadian English）
  - 太平洋西北地區英語（Pacific Northwest English）
- 魁北克英語（Quebec English）
- 渥太華河谷英語（Ottawa Valley English/Brogue）

### 百慕達（Bermuda）
- 百慕達英语（英语：Bermudian English）

## 加勒比海、中美洲及南美洲
- 巴哈馬英語（英语：Bahamian English）
- 巴貝多英語（Bajan English）
- 海灣群島英語（英语：Bay Islands English）：用於宏都拉斯的海灣群島省
- 貝里斯英語（英语：Belizean English）
- 貝基亞英語：用於聖文森及格瑞那丁的貝基亞島
- 開曼群島英語（英语：Cayman Islands English）
- 福克蘭群島英語（英语：Falkland Islands English）
- 蓋亞那英語（英语：Guyanese English）
- 牙買加英語（英语：Jamaican English）
- 波多黎各（英语：English language in Puerto Rico）
- 薩巴（英语：Saban English）
- 薩馬納英語：用於多明尼加共和國的薩馬納半島（Samaná peninsula）
- 千里達英語（英语：Trinidadian English）
- 聖文森英語（英语：Vincentian English）

## 亞洲英語方言
- 東南亞英語（Southeastern Asian English, SAE）
  - 汶萊英語（Brunei English）
  - 香港英語（Hong Kong English）
  - 馬來西亞英語（Malaysian English/Malaysian Standard English）
    - 马来西亚式英语

  - 菲律賓英語（Philippine English）
  - 新加坡英語（Singapore English/Standard Singapore English）
- 孟加拉英語（英语：Bangladeshi English）（Benglish/Banglish）
- 印度英語（Indian English，IE）
  - 印地英語（Hinglish）
  - 印度英語方音（英语：Regional differences and dialects in Indian English）
- 緬甸英語（Myanmar English）
- 尼泊爾英語（Nepalese English）
- 巴基斯坦英語（Pakistani English）
- 斯里蘭卡英語（Sri Lankan English, SLE）

## 非洲英語方言
- 喀麥隆英語（Cameroonian English）
- 甘比亞英語（Gambian English）
- 迦納英語（Ghanaian English）
- 肯亞英語（Kenyan English）
- 賴比瑞亞英語（Liberian English）
- 美式賴比瑞亞英語（Merico）
- 馬拉威英語（Malawian English）
- 納米比亞英語（Namlish）
- 奈及利亞英語（Nigerian English）：類似英國英語與美國英語
- 獅子山英語（Sierra Leonean English）
- 南非英語（South African English）：類似英國英語、澳洲英語與辛巴威英語
  - 開普平話（Cape Flats English, CFE）
- 南大西洋英語（South Atlantic English）：用於垂斯坦昆哈與聖赫勒拿[6]。
- 烏干達英語（Ugandan English）
- 尚比亞英語（Zambian English）
- 辛巴威英語（Zimbabwean English, ZimE）：類似英國英語與南非英語。

## 大洋洲英語方言

### 澳洲（Australia）
- 澳洲英語（Australian English，AusE, AusEng）
  - 澳洲原住民英語（Australian Aboriginal English, AAE）
  - 南澳英語（South Australian English）
  - 西澳英語（Western Australian English）
  - 托雷斯海峽英語（Torres Strait English）

### 紐西蘭（New Zealand）
- 紐西蘭英語（New Zealand English, NZE, en-NZ）

### 其他大洋洲國家
- 斐濟英語（Fiji English, FijEng, en-FJ）
- 帛琉英語（英语：Palauan English）
- 索羅門群島英語（英语：Solomon Islands English）

## 皮钦语和克里奥尔语
- 比斯拉马语
- 夏威夷英语（夏威夷皮欽語，Hawaiian Pidgin）
- 獅子山克里奧爾語（Krio）
- 諾福克語（Norfuk）
- 巴布亚皮钦语（Tok pisin）
- 蚊子海岸克里奧爾語（Miskito Coast Creole）
- 牙買加方言

## 人工語言
- 基本英語
- E-Prime
- 全球語（英语：Globish (Gogate)）（戈蓋特）
- 全球語（內里埃）
- 新語
- 慢速英語
- 簡化技術英語（英语：Simplified Technical English）

## 建基於英語的手語
- 英國手勢英語（英语：Manually coded English）
- 美國手勢正確英語（英语：Signed Exact English）
- 澳大利亞手勢英語（英语：Auslan）

## 語碼轉換
以下列出並非以英語為母語的人所說的英語，其部分用詞、語法有時也會借自地方的母語。
- 中式英語（Chinglish）
  - 洋泾浜英语（Chinese Pidgin English）
  - 港式英語（Konglish）
- 丹麥式英語（Danglish）
- 荷式英語（Dunglish）
- 菲律賓式英語
  - 他加禄式英語 （英語加入塔加洛語詞語，Taglish）
  - 米沙鄢式英語（Bislish）
- 日式英語（Engrish/Japanglish）
  - 和製英語（Japanese-made English/Wasei-eigo）
  - 日本皮欽英語（Japanese Pidgin English）
- 芬蘭式英語（Finglish）
- 法式英語（Franglais）
- 德式英語（Denglisch / Denglish）
- 印度式英語
  - 印地式英語（Hinglish）
  - 淡米爾式英語（Tanglish）
  - 泰卢固式英語（Tenglish）
- 巴基斯坦式英語
  - 烏爾都式英語
- 孟加拉式英語（Benglish）
- 匈式英語（Hunglish）
- 韓式英語（Konglish/Korlish）
- 馬來西亞式英語（Manglish）
- 新加坡式英語（Singlish）
- 俄式英語（Runglish）
- 塞爾維亞式英語（Serblish）
- 西班牙式英語（Spanglish）
- 瑞典式英語（Swenglish）
- 泰式英语（Tinglish/Thailish）
- 越式英語（Vinish/Vietglish）
- 叶史瓦英语（Yeshivish）
- 意第緒英語（Yinglish）
- 阿拉伯式英語（Arablish）

## 外部連結
- 中式英语
- 美语方言 （页面存档备份，存于）
- International Dialects of English Archive （页面存档备份，存于）

- 俄式英语 （页面存档备份，存于）
- Regional Accents for the Non-Expert （页面存档备份，存于）